# ホーエル (ミサイル駆逐艦)
|           | |
| 艦歴      | |
| 発注:     | |
| 起工:     | 1959年8月3日                                                                                              |
| 進水:     | 1960年8月4日                                                                                              |
| 就役:     | 1962年6月16日                                                                                             |
| 退役:     | 1990年10月1日                                                                                             |
| その後:   | |
| 除籍:     | 1992年11月20日                                                                                            |
| 性能諸元  | |
| 排水量:   | 基準：3,370トン 満載：4,500トン                                                                           |
| 全長:     | 437 ft (133.2 m)                                                                                          |
| 全幅:     | 47 ft (14.3 m)                                                                                            |
| 吃水:     | 22 ft (6.7 m)                                                                                             |
| 機関:     | バブコック・アンド・ウィルコックスボイラー4缶 1,200psi、蒸気タービン2基、2軸推進、70,000 shp (52 MW)      |
| 最大速:   | 33ノット (61 km/h)                                                                                        |
| 兵員:     | 士官24名、兵員330名                                                                                       |
| 兵装:     | ターターミサイル発射機 1基 5インチ砲（Mk42） 2門 ASROC 8連装発射機 1基 12.8in(324mm)短魚雷3連装発射管 2基 |
| モットー: | |

ホーエル(USS Hoel, DDG-13)は、アメリカ海軍のミサイル駆逐艦。チャールズ・F・アダムズ級ミサイル駆逐艦の12番艦。艦名はウィリアム・R・ホーエル少佐に因む。その名を持つ艦としては2隻目。

## 艦歴
ホーエルは1959年8月3日にミシガン州ベイシティのデフォー造船で起工する。1960年8月4日にハリー・H・ロング夫人（ホーエル少佐の孫娘）によって進水し、1962年6月16日に就役した。
ベトナム戦争でホーエルはトンキン湾のヤンキー・ステーションで航空母艦護衛の航空警戒任務に従事した。また、シードラゴン作戦に参加し、探索救助任務および支援艦砲射撃を行った。
ホーエルは1990年10月1日に退役、1992年11月20日に除籍され、1994年6月20日に売却された。
ホーエルは1994年にチャールストン・シップビルダーズ社によって購入された7隻の退役艦の内の1隻であった。同社はこれらの艦を発電所として使用することを計画していた。計画では各艦それぞれ50メガワット（およそ150,000世帯へ供給可能な電力）の電力を発電できるはずであった。
ブラジルのマナウスは1967年にブラジル政府によって免税地域と指定されて以来、急速に発展した。電力会社のエレトロノルテ社は電力需要の拡大に対応できず、マナウスでは頻繁な停電が発生することとなった。チャールストン・シップビルダーズは1997年にエレトロノルテと3,000万ドルのマナウスに対する電力供給契約を結んだ。
ホーエルは電力供給艦に選定されたが、両者の計画は楽観的すぎた。エレトロノルテはホーエルがマナウス到着後数日内に電力供給を開始すると発表した。チャールストン・シップビルダーズは艦のブラジル出航前に設備を完全にテストせず、建造から38年経過した艦の主機がどの程度の修理を必要とするか認識していなかった。ホーエルはブラジルに到着すると、電力を供給する前に数週間の修理が必要となった。修理は多くの部品と専門家を必要としたためブラジルでの遂行が困難となり、チャールストン・シップビルダーズの上層部は艦の帰国を決定した。一方多くのマナウス市民は約束した電力供給が行われなかったことに腹を立て、猛烈な抗議行動が起こった。ホーエルは約束された電力の4分の1も作り出すことができず、失敗の一年後にエレトロノルテはチャールストン・シップビルダーズとの契約を解除した。